# Antonowo (województwo warmińsko-mazurskie)
Antonowo (niem. Antonowen, 1938–1945 Antonsdorf) – wieś w Polsce położona w województwie warmińsko-mazurskim, w powiecie giżyckim, w gminie Giżycko.
W latach 1975–1998 miejscowość administracyjnie należała do województwa suwalskiego.